# 安東妮亞·莫里
安東妮亞·莫里（英語：Antonia Coetana de Paiva Pereira Maury，1866年3月21日—1952年1月8日），美國女性天文學家，她出版了早期的重要恆星光譜目錄。

## 早年生活
安東妮亞於1866年出生於紐約州科尔德斯普林。她的命名是為了紀念出身自拿破崙戰爭期間逃往巴西的葡萄牙貴族家庭的外祖母Antonia Coetana de Paiva Pereira Gardner Draper。安東妮亞的父親是牧師米頓·莫里（Mytton Maury），是牧師詹姆士·莫里的直系後代，莎拉·米頓·莫里的其中一個兒子。安東妮亞的母親維吉尼亞·杜雷伯是約翰·威廉·杜雷伯和Antonia Coetana de Paiva Pereira Gardner的女兒。
所以，安東妮亞是約翰·威廉·杜雷伯的外孫女，亨利·德雷伯（約翰之子）的外甥女。杜雷伯父子均為著名天文學家，因此安東妮亞和她的兄弟姊妹從小就在科學氣氛濃厚的環境下成長。
安東妮亞後進入瓦薩學院就讀，於1887年獲得榮譽物理、天文與哲學學位。她在瓦薩學院向著名的天文學家瑪麗亞·米切爾學習。

## 天文研究
安東妮亞畢業後，她進入哈佛大學天文台成為全由女性組成的，高效率處理天文資料的哈佛計算員團隊的成員。而她在這個職位上負責觀測恆星光譜，並且在1897年出版了光譜分類的重要目錄。
當時的哈佛大學天文台台長爱德华·皮克林並不認同安東妮亞的光譜分類系統，以及她對不同譜線寬度的解釋。安東妮亞面對針對她的研究的負面反應，因此從天文台離職。然而，丹麥天文學家埃希纳·赫茨普龙知道安東妮亞的分類系統極具科學價值，並且將該系統應用在他建立的系統上以分辨巨星和矮星。
1908年安東妮亞回到哈佛大學天文台繼續任職多年。她最有名的研究成果就是分析聯星漸台二的光譜，並於1933年發表論文。

## 晚年
安東妮亞退休後將它的興趣轉向自然與環境保護。她喜歡賞鳥，並且致力於保護第二次世界大戰期間被大量砍伐的加州紅木。她還曾經擔任位於紐約州哈得孙河畔黑斯廷斯，她的外祖父與舅父曾居住的約翰·威廉·杜雷伯故居管理者三年。該房屋陳列了世界第一張月球照片與拍攝時使用的望遠鏡。
安東妮亞於1952年1月8日在紐約州多布斯费里逝世。

## 獲得榮譽與獎項

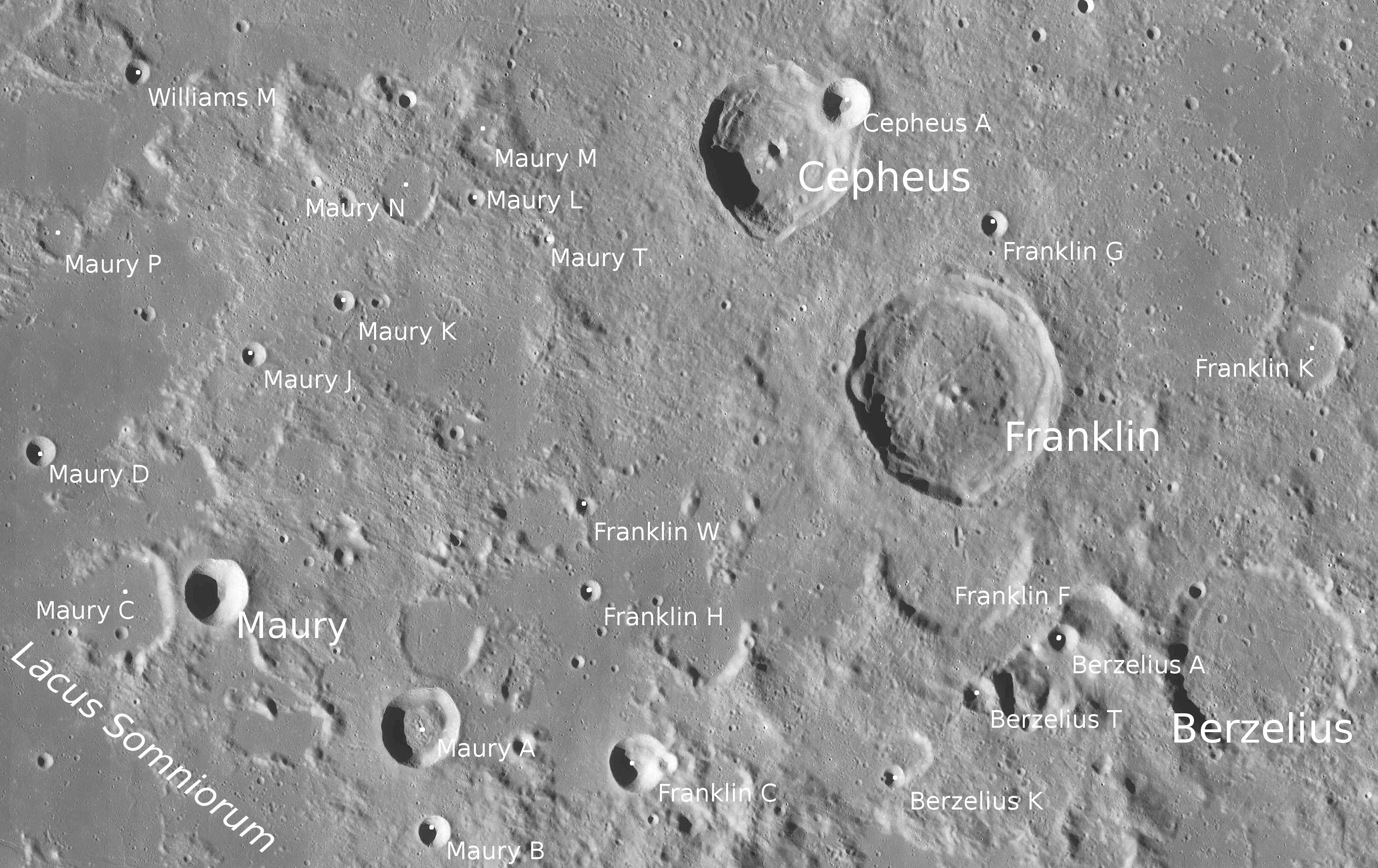
莫里環形山。

1943年安東妮亞獲得美國天文學會頒發的安妮·坎農天文獎。
月球上的莫里環形山原本以她的堂兄弟，美國海軍中校馬修·方丹·莫里命名，後改為以兩人共同命名，這可能是月球上唯一堂兄弟姊妹共同命名一個地貌的例子。

## 延伸閱讀
- "Maury Family Tree" by Sue C. West-Teague（former U.S.N.）
- Antonia Maury Vassar alumnae magazine, v.37, March 1952
- Maury, Antonia Coetana De Paiva Pereira（1866–1952）, astronomer. American Women In Science. Santa Barbara, Calif. 1994. p. 240-241 by Martha J. Bailey
- Gingerich, Owen. Maury, Antonia Caetana de Paiva Pereira. Dictionary of Scientific Biography. v.9. New York, C. Scribner's Sons, 1974. p. 194-195.
- Antonia Coetania [sic] Maury, 1866-1952. The Remarkable Lives of 100 Women Healers and Scientists. Holbrook, Mass., B. Adams, 1994.（20th century women series）p. 138-139.
- Hoffleit, Dorrit. Antonia C. Maury. Sky and Telescope, v. 11, March 1952: 106. port.
- Hoffleit, Dorrit. Maury, Antonia Caetana De Paiva Pereira. Notable American Women, the Modern Period. Edited by Barbara Sicherman, Carold Hurd Green, with Ilene Kantrov, Harriette Walker. Cambridge, Mass., Belknap Press of Harvard University Press, 1980. p. 464-466.
- Larsen, Kristine M. Antonia Maury（1866–1952）, astronomer. Notable Women in the Physical Sciences, a Biographical Dictionary. Edited by Benjamin F. Shearer and Barbara S. Shearer. Westport, Conn., Greenwood Press, 1997. p. 255-259.
- Maury, Antonia Coetana [sic] In Woman's Who's Who of America. 1914-1915. John William Leonard, editor-in-chief. New York, American Commonwealth Co. [1914] p. 550.